# ان‌جی‌سی ۷۸۳۸
ان‌جی‌سی ۷۸۳۸ (انگلیسی: NGC 7838) یک کهکشان مارپیچی یا عدسی شکل است که در فاصله حدود ۵۰۰ میلیون سال نوری در صورت فلکی ماهی قرار دارد. این کهکشان توسط ستاره شناس آلبرت مارت در ۲۰ نوامبر ۱۸۶۴ کشف شد.